# 언더독 (2007년 영화)
《언더독》(Underdog)은 2007년 공개된 미국의 영화이다.

## 같이 보기
- 미국 영화